# Jean Badin
Pour les articles homonymes, voir Badin.
Jean Badin est un acteur français né le 24 janvier 1948 et décédé le 1er novembre 2024.

## Filmographie

### Télévision
- 2008 : PJ - épisode :  Par amour (série télévisée) :  Le juge Fabien
- 2008 : La mort n'oublie personne, téléfilm de Laurent Heynemann : Le juge Tirlemont
- 2007 : René Bousquet ou le Grand Arrangement, téléfilm de Laurent Heynemann : Le Président UTA
- 2003 : Une femme si parfaite, téléfilm de Bernard Uzan : Le père de Julien
- 2001 : Un pique-nique chez Osiris de Nina Companeez (TV) (épisodes 1 et 2) : Louis Pasquier
- 2000 : La Crim' - épisode :  Les Yeux ouverts (série télévisée) : Paul-Marie Chantin
- 2000 : La Loire, Agnès et les garçons, téléfilm de Patrice Martineau : Pierre
- 2000 : Toutes les femmes sont des déesses, téléfilm  de Marion Sarraut  : Leroy
- 1999 : Hornblower: The Frogs and the Lobsters, téléfilm  de Andrew Grieve  : Fauré
- 1998 : Les Cordier, juge et flic - épisode : Un garçon mystérieux  (série TV) : Ménard
- 1997 : Julie Lescaut - épisode :  Question de confiance (série télévisée) : Stéphane Lualdi
- 1996 : Madame le Proviseur - épisode : Bob et Samantha   : Monsieur Baron
- 1996 : The Writing on the Wall, téléfilm  de Peter Smith  : Godchot
- 1991 : Bergerac - épisode :  On the Rocks  (série télévisée) : Inspecteur Rocheteau
- 1989 : Les Jupons de la Révolution - épisode  Talleyrand ou Les lions de la revanche (série télévisée) : Landry
- 1989 : The Saint: The Brazilian Connection, téléfilm  de Ian Toynton : M. Deschamps
- 1986 : Léon Blum à l'échelle humaine, téléfilm  de Pierre Bourgeade et Jacques Rutman  : Lucien
- 1985 : Behind Enemy Lines, téléfilm  de Sheldon Larry  : Major Henri Grisard
- 1982 : Edward II, téléfilm  de Bernard Sobel  : Cantorbéry/Hainaut
- 1982 : Nebelland, téléfilm  de Claudia von Alemann  : Victor
- 1981 : Le Bidule, téléfilm  de Régina Martial  : L'industriel
- 1980 : Le président est gravement malade, téléfilm  de Yves Ciampi  : O'Neal
- 1980 : Les Cinq Dernières Minutes Claude Loursais, épisode La boule perdue  : Le gendarme

### Cinéma
- 2004 : Responso de Raoul Ruiz : Hubert Bals
- 2000 : Cours toujours de Dante Desarthe : Le père de Jonas
- 1999 : Le Temps retrouvé de Raoul Ruiz : le mari de Rachel
- 1997 : Généalogies d’un crime de Raoul Ruiz : L'avocat
- 1996 : Trois vies et une seule mort de Raoul Ruiz : Antoine José
- 1995 : Wind Water de Raoul Ruiz : Le narrateur
- 1989 : Suivez cet avion de Patrice Ambard : Philippe
- 1989 : Souvenir de Geoffrey Reeve : Henri Boyer
- 1988 : Ne réveillez pas un flic qui dort de José Pinheiro : Le médecin légiste (garage)
- 1985 : L'Éveillé du pont de l'Alma de Raoul Ruiz : Le docteur
- 1985 : Le Soulier de satin de Manoel de Oliveira : Don Balthazar
- 1983 : Les Trois Couronnes du matelot de Raoul Ruiz : Un officier
- 1983 : Bérénice de Raoul Ruiz : Antiochus
- 1982 : Le Toit de la baleine (Het dak van de walvis) de Raoul Ruiz
- 1981 : Arcole ou la terre promise (mini-série télévisée) : L'aumônier
- 1981 : Le Voyage à Lyon de Claudia von Alemann : Fernand
- 1978 : La Vocation suspendue de Raoul Ruiz : L'ami

## Théâtre
- 1974 : La Tragédie optimiste de Vsevolod Vichnievski, mise en scène Bernard Chartreux et Jean-Pierre Vincent, Théâtre Le Palace, Théâtre du Gymnase
- 1975 : Souvenir d'Alsace de Bruno Bayen et Yves Reynaud, mise en scène des auteurs, Théâtre Ouvert Festival d'Avignon
- 1975 : Germinal d'après Émile Zola, mise en scène Jean-Pierre Vincent, Théâtre national de Strasbourg
- 1976 : Baal de Bertolt Brecht, mise en scène André Engel, Théâtre national de Strasbourg
- 1976 : Jakob le menteur d'après Jurek Becker, mise en scène Max Denes, Théâtre Ouvert Festival d'Avignon
- 1977 : Les Paysans d'Yvon Davis et Michèle Raoul-Davis d'après Honoré de Balzac, mise en scène Bernard Sobel, Théâtre de l'Est parisien
- 1979 : Hôtel moderne d'après Kafka, mise en scène André Engel, Théâtre national de Strasbourg
- 1981 : Edouard II de Christopher Marlowe, mise en scène Bernard Sobel, Nouveau théâtre de Nice, Théâtre de Gennevilliers
- 1986 : La Ville de Paul Claudel, mise en scène Bernard Sobel, Théâtre Nanterre-Amandiers
- 1988 : Les amis font le philosophe de Jacob Lenz, mise en scène Michèle Raoul-Davis, Bernard Sobel Festival d'Avignon
- 1993 : Threepenny Lear de William Shakespeare, mise en scène Bernard Sobel, Théâtre de Gennevilliers
- 1994 : Threepenny Lear de William Shakespeare, mise en scène Bernard Sobel, Théâtre de Gennevilliers
- 1995 : Le Baladin du monde occidental de John Millington Synge, mise en scène André Engel, Odéon-Théâtre de l'Europe
- 2002: Turcaret d'Alain-René Lesage, mise en scène Gérard Desarthe, Maison de la Culture de Loire-Atlantique Nantes, MC93 Bobigny, Théâtre des Célestins, Théâtre du Nord
- 2003: Innocents coupables d'Alexandre Ostrovski, mise en scène Bernard Sobel, Théâtre de Gennevilliers